# Kirchen-Hausen
Kirchen-Hausen ist ein Ortsteil der Stadt Geisingen im Südwesten des baden-württembergischen Landkreises Tuttlingen.

## Geographie

### Geographische Lage
Die Gemeinde liegt im Süden Baden-Württembergs: Südlich der Schwäbischen Alb und nördlich des Hegaus. Der Schwarzwald (in westlicher Richtung) und der Bodensee (in östlicher Richtung) sind nicht weit entfernt. Am Ende des Flusstals streckt sich die Ortschaft an der Aitrach entlang und reicht fast bis zu deren Einmündung in die Donau. Der Ortsteil Kirchen liegt mehrheitlich noch im Aitrachtal, Hausen liegt im Gegensatz dazu schon fast gänzlich in der Verengung der mittleren Baar zwischen dem Wartenberg, dem nördlichsten Kegel des Hegauvulkanismus, und dem Hohenrücken „Länge“. Das Rathaus im Ortskern liegt auf 678 m ü. NHN. Der Boden besteht hauptsächlich aus Kalk-, Mergel- und Dolomitgestein.

### Ausdehnung des Gebiets
Die Gesamtfläche der Gemarkung Kirchen-Hausen beträgt 1504 Hektar (Stand: 31. Juli 2011) Kirchen-Hausen ist somit der größte Ortsteil der Stadt Geisingen.

## Geschichte
Kirchen-Hausen wurde im Jahre 764 erstmals als Chiriheim in einer Schenkungsurkunde des Klosters St. Gallen erwähnt. Der Ort war Mutterkirche und Dekanatssitz für eine große Umgebung. Bereits um 600 war ein christliches Gotteshaus erbaut. 
Der Ortsteil Hausen war im Mittelalter Sitz vieler Adliger (vgl. Burg Neu-Sunthausen), so wird 1359 Konrad von Nendingen erwähnt, der von hier aus seine Regierungsgeschäfte betrieb. Anfang des 14. Jahrhunderts kam der Ort an die Grafen von Fürstenberg.
Beide wurden 1806 dem Großherzogtum Baden zugeordnet. Im Jahr 1961 wurde die Gemeinde „Kirchen und Hausen“ in „Kirchen-Hausen“ umbenannt. Die ehemals selbständige Gemeinde wurde am 1. April 1972 in die Stadt Geisingen eingemeindet, bis zum 31. Dezember des Jahres gehörte Kirchen-Hausen zum ehemaligen Landkreis Donaueschingen. Die „Raumschaft Geisingen“ feiert 2025 ihr 50-jähriges Bestehen.
Im Jahr 2014 wurde die 1250-Jahr-Feier mit einem Fest gefeiert. Zu diesem Anlass erschien auch das zweite Buch über Kirchen-Hausen.

### Einwohnerentwicklung
Am 6. Juni 1961 hatte der Ort 669, Ende Mai 2019 waren es 1107 Einwohner.

## Politik

### Ortsvorsteher, Ortschaftsrat und Gemeinderat
Der Ortsvorsteher heißt seit 2014 Christoph Moriz (Stand 2024). Der Ortschaftsrat besteht aus acht Mitgliedern.

### Wappen
|  | Blasonierung: „In Rot mit blau-silbernem Wolkenbord ein goldener Schrägbalken, begleitet von zwei fünfstrahligen goldenen Sternen.“ |
|  | |

## Schule und Kindergarten

### Schule
Kirchen-Hausen verfügt über eine eigenständige Grundschule. Etwa siebzig Kinder aus Kirchen-Hausen und Aulfingen besuchen die Grundschule Kirchen-Hausen. Sie werden von vier Lehrkräften unterrichtet. Da die Schule am Waldrand liegt und über ein großes Umfeld verfügt, können die Schüler Freiräume zum Lernen, Entdecken und Spielen nutzen. Das Schulprofil hat sich aus der Lage des Gebäudes ergeben. Die Schule versucht, den Kindern die heimische Natur nahezubringen und ihnen auf diese Weise die Einzigartigkeit von Natur und ihren Wert zu vermitteln.

### Kindergarten und Kinderkrippe
Der Katholische Kindergarten St. Marien befindet sich im Ortsteil Kirchen und ist mit zwei Regelgruppen belegt. Seit dem 1. April 2015 wurde zusätzlich eine Kinderkrippe (ab drei Monaten) eingerichtet.

## Kultur, Sehenswürdigkeiten und Freizeit

### Bauwerke

#### St.-Marien-Kirche

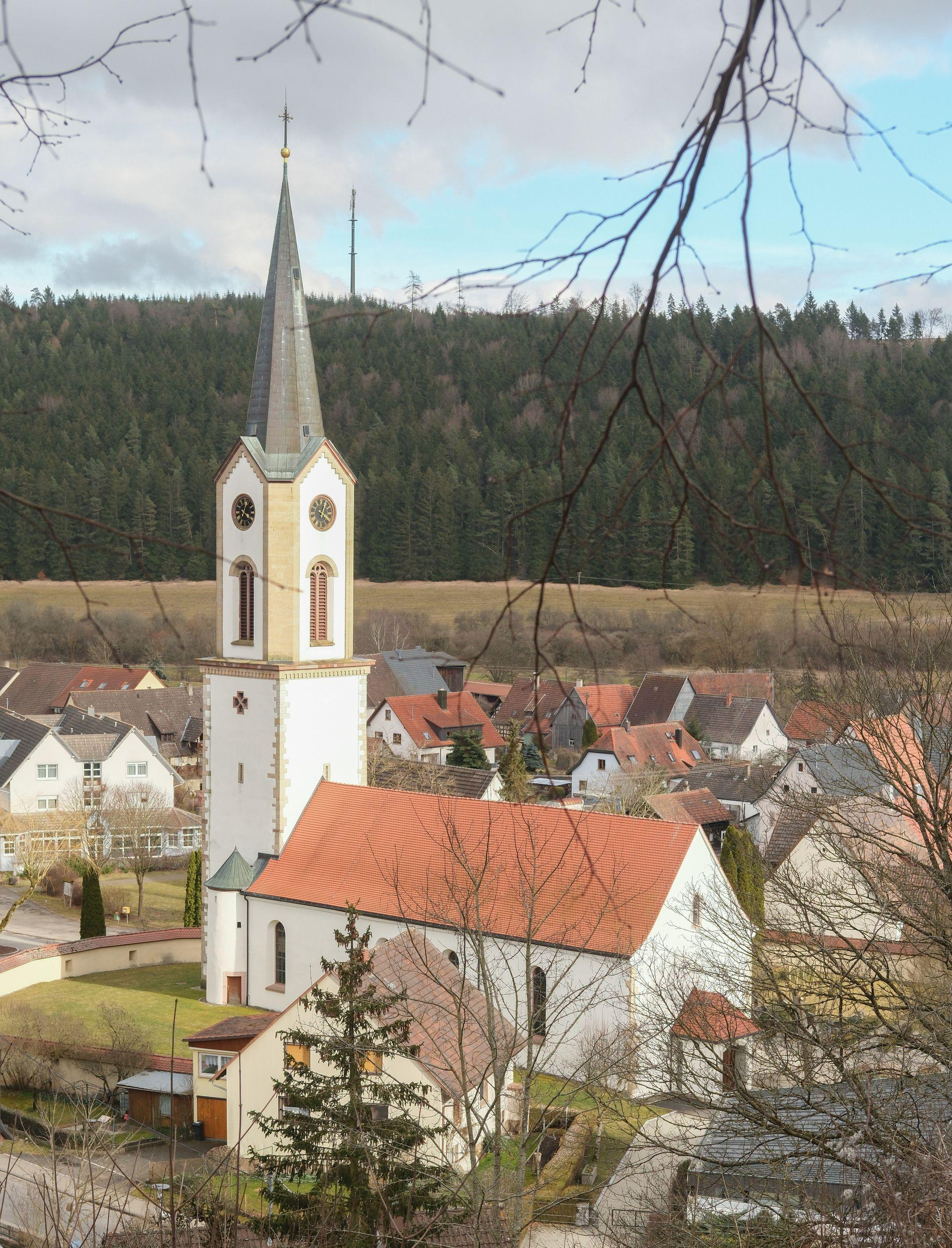
Pfarrkirche Sankt Marien im Ortsteil Kirchen

Um das Jahr 600 wurde eine Kapelle einer alemannischen Adelsfamilie von der Hintschinger Gemarkungsgrenze an den Fuß der Kirchener Steig verlagert und dort zur ersten Pfarrkirche ausgeweitet, die „Chiriheim“ zum ersten bekannten Namen verhilft. Alter Gewohnheit folgend, hat sie Peter und Paul als Patrone, ist aber nachweislich schon 1447 der Gottesmutter geweiht und zwischen 1703 und 1730 in der heutigen Grundform erbaut, was auch die beiden barocken Seitenaltäre von 1723 untermauern, während die 1987 freigelegte Sakramentnische im Chor aus der Zeit um 1500 stammt. Mittelpunkt des barocken Hochaltars ist über dem Tabernakel die Kirchenpatronin „Maria mit dem Kind“ im Strahlenkranz, flankiert von den früheren Schutzheiligen Petrus und Paulus, indes die Märtyrin und Nothelferin Katharina den rechten und der „Beichtstuhl-Heilige“ Johannes von Nepomuk den linken Seitenaltar beherrschen. In den Jahren 1860 bis 1876 wurde das Kirchenschiff um fünf Meter verlängert. Die Orgel von 1880 wurde von der Schwarzeschen Orgelfabrik aus Konstanz gefertigt. Das Gehäuse stammt vom Konstanzer Bildhauer Josef Eberle. Das Kircheninnere wurde 1890, 1927, 1960 und 1987 gründlich überholt. Im Jahre 2009 musste das Dach und Teile der Außenwände / Putz erneuert werden. Die mittlerweile katholische Kirche liegt im Ortsteil Kirchen.

#### St.-Antonius-Kapelle
Auf dem „Bergle“ steht in recht idyllischer Umgebung die Antoniuskapelle. Ihr Patron ist ein Eremit aus dem 4. Jahrhundert. Die Kapelle war ein sehr beliebtes Ziel frommer Pilger und konnte so als eine der wenigen Kapellen den Wessenbergischen Reformen um 1780 widerstehen. Lediglich der Eremit, der seit 1728 das kleine Heiligtum hütete, musste 1789 nach Hüfingen übersiedeln. Um 1910 wurde das neben der Kapelle stehende „Bruderhäusle“ abgerissen. Die Kapelle wurde 1500 als spätgotischer Bau errichtet, als die Antonius-Verehrung in Süddeutschland einen Höhenpunkt erreichte. Die älteste Votivtafel von 1791 stellt den Viehpatron gegen Pest und Seuche mit einem Schwein dar, weshalb der Heilige von den Bauern gern und liebevoll mit dem Ehrentitel „Suu-Toni“ bedacht wird. 1788 erhielt die Kapelle einen zierlichen Rokoko-Altar und 1789 ein „Glöckchen“, das jeden Sonntag um 12:00 Uhr Gläubige zum Rosenkranz ruft. 1889 wurde nahe der Kapelle eine Lourdes-Grotte der Mutter Maria errichtet.

#### Hausener Marienkapelle
Die Hausener Marienkapelle wurde in den 1860er Jahren vom damaligen Adlerwirt erbaut. Liebevoll wird sie von den Einwohnern auch als „Hausener Münster“ bezeichnet. Im Inneren befinden sich eine von einem Strahlenkranz umgebene Madonnenfigur und zwei guterhaltene, aus dem aufgelösten Kloster Amtenhausen stammende Gemälde des hl. Johannes von Nepomuk und des St. Josef mit dem Jesuskind. Die Kapelle wurde 1980/81 restauriert.

#### Ruine Neu-Sunthausen
Anfang des 14. Jahrhunderts traten erstmals die Herren von Reckenbach als Lehensleute der Grafen von Fürstenberg auf. Diese Herren betrieben im Kilteltal bei Huusen (heute Hausen) eine Ziegelei, während ein anderer Vasall, die Herrschaft von Sunthausen, die von der Herrschaft Fürstenberg an der Aytrach (heute Aitrach) erbaute Eselsteigmühle im Erblehen betrieb. Im 14. Jahrhundert wütete auf der Baar die Pest und dezimierte die Einwohnerzahl stark. Und was die Pest nicht erreichte, schaffte dann ab 1411 die sogenannte Lupfener Fehde, die erst mit dem Tod der beiden Brüder Konrad und wenige Jahre später Bruno von Lupfen 1435 ihr Ende fand. Während dieser Fehde zwischen Fürstenberg und Lupfen wurde das Land immer wieder verwüstet und die Dörfer niedergebrannt. Die bereits durch die Pest geschwächte Bevölkerung verlor ihr letztes Hab und Gut. Ganze Gehöfte und Siedlungen wurden menschenleer, wurden teilweise von den Überlebenden verlassen und gingen unter. Durch die fortschreitende Auflösung des Reichsgefüges nahmen die kleinen Fehden ständig zu. Ein Opfer dieser Verhältnisse wurde auch die Burg Neu-Sunthausen am Gauert, die durch ihre Lage über dem Kilteltal den Übergang vom Hegau in die Baar beherrschte. Von dieser Burg hatten die Genossen des Ritters Hans von Reckenbach immer wieder Raubzüge gegen Schaffhausen unternommen, bis es deren Bürgern zu viel wurde. Sie überfielen die Burg und zerstörten sie gänzlich. An diese Burg erinnern heute nur noch ein Flurname und wenige Reste.

#### Kirchtalhalle
Die Kirchtalhalle liegt am nördlichen Ortseingang von Kirchen-Hausen. In ihr finden zahlreiche kulturelle Veranstaltungen statt wie z. B. Musikkonzerte, Theateraufführungen, Dorffeste und Tanzveranstaltungen. Die Grundschule benutzt die Halle für den kompletten Sportunterricht. Außerdem nutzen die örtlichen Vereine die Räumlichkeiten für Probe- und Trainingsstunden. Die Turn- und Festhalle hat eine Nutzfläche von 400 m², hinzu kommt der im April 2011 eingeweihte Bühnenanbau mit einer Fläche von 88 m². Im Erdgeschoss gibt es zwei Umkleidekabinen und einen Duschbereich. Bei einer reinen Bestuhlung ohne Tische ist in der Halle Platz für 550 Personen, mit Tischen für 360 Personen. Im Frühjahr 2024 wurde mit der grundlegenden Sanierung und eines neuen Anbaus (Küche, Eingang und WC-Anlagen) begonnen. Geplante Fertigstellung soll im Spätherbst 2025 sein. Die Kosten belaufen sich auf über drei Mio. Euro.

#### Leitelsteighütte
Die Festhütte im Gewann „Leitelsteig“ kann von Vereinen und Privatpersonen aus dem Raum Geisingen gemietet werden.

## Wirtschaft und Infrastruktur

### Industrie und Tourismus
Das einstmals rein bäuerlich geprägte Dorf ist heute ein modernes Dorf mit vielen Arbeitsplätzen in Gewerbe und Industrie. Für Naturfreunde bieten sich vielfältige Möglichkeiten des Wanderns in Wald und Flur und auch die Radfahrfreunde können eine große Zahl von Radwegen benutzen. Jährlich steigende Übernachtungszahlen zeigen, dass in Kirchen-Hausen auch der Tourismus heimisch ist. 

### Verkehr
Kirchen-Hausen ist mit öffentlichen Verkehrsmitteln über die Schwarzwaldbahn bis Immendingen und dann weiter mit dem Ringzug erreichbar. Er liegt an der Wutachtalbahn und hat zwei Haltepunkte des Ringzugs (Geisingen-Kirchen und Geisingen-Hausen). 
Den Ort erreicht man über die BAB 81 (Stuttgart–Singen), Ausfahrt Geisingen (Nr. 38), oder über die Bundesstraße 31 / Bundesstraße 33 bzw. Bundesstraße 311 Freiburg-Ulm,  Aufgrund seiner günstigen Verkehrslage ist es ein idealer Ausgangspunkt für Tagesausflüge an den Bodensee, in den Schwarzwald und in die nahe Schweiz.

## Persönlichkeiten
- Karl Emil (von) Goldmann (1848–1917), Reichsgerichtsrat
- Theodor Hogg OSB (* 1941), Erzabt der Erzabtei Beuron (2001–2011)
- Ernst Gäßler (1889–1945), Politiker (KPD) und Mitglied des Landtags der Republik Baden

## Sonstiges
In Kirchen-Hausen wird Hochalemannisch gesprochen.

### Vereine
In Kirchen-Hausen gibt es 14 Vereine und Organisationen.

## Städtepartnerschaft
Eine offizielle Stadt- oder Ortspartnerschaft gibt es nicht. Dennoch haben verschiedene Vereine aus Kirchen-Hausen freundschaftliche Beziehungen zu Vereinen in der Gemeinde Buttisholz in der Schweiz.